# Instituto Semeia
O Instituto Semeia desenvolve projetos de apoio à estruturação de parcerias público-privadas para a gestão de áreas protegidas, como unidades de conservação e parques urbanos.
Foi fundado em 2011 como uma organização da sociedade civil sem fins lucrativos com sede em São Paulo (SP).
Atua nacionalmente no desenvolvimento de modelos de gestão e projetos que unam governos, sociedade civil e iniciativa privada na conservação ambiental, histórica e arquitetônica de parques públicos  . 